# The Great American Bash (2008)
L’édition 2008 de The Great American Bash est une manifestation de catch (lutte professionnelle) télédiffusée et visible uniquement en paiement à la séance.
L'événement, produit par la World Wrestling Entertainment (WWE), a eu lieu le 20 juillet 2008 dans la salle omnisports Nassau Veterans Memorial Coliseum à Uniondale, dans l'état de New York. Il s'agit de la cinquième et dernière édition de The Great American Bash, pay-per-view annuel qui sera remplace l'an prochain par The Bash. CM Punk, Triple H, John Cena, Batista et Shawn Michaels sont les vedettes de l'affiche officielle.
Huit matchs, dont cinq mettant en jeu les titres de la fédération, ont été programmés. Chacun d'entre eux est déterminé par des storylines rédigées par les scénaristes de la WWE ; soit par des rivalités survenues avant le pay-per-view, soit par des matchs de qualification en cas de rencontre pour un championnat. L'événement a mis en vedette les catcheurs des divisions Raw, SmackDown et ECW, créées en 2002 lors de la séparation du personnel de la WWE en deux promotions distinctes.
Le main event de la soirée est un match simple pour le championnat de la WWE. Triple H, le champion en titre, remporte le match contre Edge. La rencontre pour le championnat du monde poids lourds de la WWE oppose CM Punk à Batista dans un match simple. CM Punk remporte le match est donc toujours champion du monde poids lourds. Un peu plus tôt dans la soirée, Shawn Michaels et Chris Jericho, s'affrontent dans un match simple sans enjeu. La rencontre se termine en knockout, Jericho ayant attaqué Michaels à la tête, provoquant un saignement Enfin, John Cena affronte JBL dans un New York City Parking Lot Brawl Match. La stipulation de la rencontre est similaire à celle des Falls Count Anywhere match. C'est JBL qui remporte le match.
12 000 personnes ont réservé leur place pour assister au spectacle Le DVD du spectacle est sorti au mois de août 2008. The Great American Bash est le dernier PPV à être diffusé sous TV-14, mettant fin à la Ruthless Agression Era et donnant naissance à la PG Era, la WWE va diffusé ses émissions sur TV-PG.

## Contexte
Les spectacles de la World Wrestling Entertainment en paiement à la séance sont constitués de matchs aux résultats prédéterminés par les scénaristes de la WWE. Ces rencontres sont justifiées par des storylines — une rivalité avec un catcheur, la plupart du temps — ou par des qualifications survenues dans les émissions de la WWE telles que Raw, SmackDown et Superstars. Tous les catcheurs possèdent un gimmick, c'est-à-dire qu'ils incarnent un personnage gentil ou méchant, qui évolue au fil des rencontres. Un pay-per-view comme The Great American Bash est donc un événement tournant pour les différentes storylines en cours.

### Triple H contre Edge
La rivalité prédominante de la division SmackDown  est celle entre Triple H et Edge, pour le WWE Championship. Le 4 juillet à SmackDown, la Générale Manager de SmackDown Vickie Guerrero a annoncé que Triple H va défendre le championnat de la WWE au Great American Bash contre Edge. Cela a incité Edge à avoir des frustrations sur Vickie en raison du fait qu'il a perdu le titre mondial (qu'il avait gagné à One Night Stand (2008)) contre CM Punk quelques jours plus tôt à RAW. La semaine suivante, cependant, après que Guerrero ait sauvée Edge d'une attaque du Big Show, Edge a re-proposé un mariage. Le 18 juillet à SmackDown, Edge et Vickie Guerrero ont fait leur mariage. Au moment où Guerrero et Edge étaient dans le ring, Triple H est arrivé et révélé l'histoire d'amour secrète d'Edge avec Alicia Fox.

### CM Punk contre Batista
La rivalité prédominante de la division RAW est celle entre CM Punk et Batista, pour le championnat du monde poids-lourd. Le 23 juin à RAW, lors du Draft, CM Punk et Batista ont été rédigés à Raw, tandis que le champion de la WWE, Triple H, a été rédigé à SmackDown. A Night of Champions, il a été déterminé que soit Batista, soit John Cena apporterait un championnat du monde à la division RAW. Au cours de cet événement, Batista n'a pas réussi à remporter le titre mondial de Edge, tandis que John Cena n'a pas réussi à battre Triple H pour le championnat de la WWE.
La nuit suivante à RAW, CM Punk a encaissé son contrat du Money in the Bank qu'il a gagné à WrestleMania XXIV et a vaincu Edge pour remporter le titre, après que Batista a attaqué Edge. Plus tard ce soir-là, Punk a battu JBL pour conserver le championnat du monde poids-lourd avec l'aide de John Cena et des Cryme Tyme. Le 7 juillet, à RAW, CM Punk a défendu avec succès son titre mondial contre Snitsky. Plus tard cette nuit, Batista est devenu l'aspirant no 1 un pour le World Heavyweight Championship après avoir battu JBL, John Cena et Kane dans un Fatal Four Way match,. La semaine suivante, Punk bat Kane par countout dans un non-title match. Après le match, Kane a tenté d'attaquer Punk, mais Batista est venu pour arrêter Kane. Batista a pris une chaise en acier et a frappé Kane dans le front, Kane est sorti en dehors du ring. Punk a voulu offrir à Batista une poignée de main, mais Batista a refusé et lui a fait un Spinebuster.

### Mark Henry contre Tommy Dreamer
La rivalité prédominante de la division ECW est celle entre Mark Henry et Tommy Dreamer pour le ECW Championship. Le 1er juillet à ECW, Henry fait face à Colin Delaney dans un match où, si Delaney gagne, Dreamer recevrait un match pour le titre contre Henry. Henry a gagné le match, et Dreamer n'a donc pas reçu un match pour le titre. La semaine suivante à ECW, Henry fait face à Dreamer dans un non-title match. Le match se termina par un no-contest après que Henry se soit échappé du ring pour essayer d'attaquer Delaney, qui était au bord du ring avec Dreamer. Tony Atlas a été l'annonceur spécial pour ce match, et est intervenu pour sauver Delaney de l'attaque de Henry. Au lieu de cela, Atlas a fait un heel-turn, et a permis à Henry d'attaquer Delaney. Henry est ensuite retourné sur le ring pour attaquer Dreamer, ainsi, le match a été jugé par no-contest.